# Scototrechus
Scototrechus is een geslacht van kevers uit de familie van de loopkevers (Carabidae). De wetenschappelijke naam van het geslacht is voor het eerst geldig gepubliceerd in 1962 door Britton.

## Soorten
Het geslacht Scototrechus omvat de volgende soorten:
- Scototrechus hardingi Townsend, 2010
- Scototrechus morti Townsend, 2010
- Scototrechus orcinus Britton, 1962